# 酸
根據斯万特·奥古斯特·阿伦尼乌斯的理論，酸（英語：acid，有时用“HA”表示）是指当溶解在水中时，溶液中氢离子的浓度大于纯水中氢离子浓度的化合物。换句话说，酸性溶液的pH值小于水的pH值（25℃时为水的pH值是7）。酸一般呈酸味，但是品尝酸（尤其是高浓度的酸）是非常非常危險的。酸可以和碱发生中和作用，生成水和盐。酸可分为无机酸和有机酸两种。与酸相对的一种物质是鹼。
- 氫氯酸（鹽酸）、硫酸和硝酸都被稱為礦酸，因為它們從前都是透過礦物製得的。
- 濃酸具腐蝕性，而稀酸則具刺激性（稀氫氟酸也具有腐蝕玻璃的能力）。

## 酸的定义
酸在化学中主要有以下三种定义：
1. 阿伦尼乌斯酸。指的是溶解于水时释放出的阳离子全部是氢离子（H+）的化合物。参看酸碱电离理论。
2. 布仑斯惕-劳里（Brønsted-Lowry）酸。这种定义认为能提供质子的粒子是酸。参看酸碱质子论。它比阿伦尼乌斯的定义要广泛，因为这种定义下的酸包含了不溶于水的物质。
3. 路易斯酸。酸被定义为电子的接受者，这是范围最广泛的定义，因为路易斯酸碱不需要氢或氧的存在。参看酸碱电子论。

## 酸的性质
- 帶有酸味
- 酸性溶液（包含酸溶液）能使通用酸鹼指示剂变成偏暖色。主要是因为酸能释放出氢离子（H+）。

其他指示劑：
- 藍色石蕊試紙：酸能令藍色石蕊試紙（一種能顯示酸性的紙張）變成紅色。
- 甲基橙：當pH值是0至3.1，酸能令甲基橙由黃色變成紅色；當pH值是3.1至4.4，酸能令甲基橙由黃色變成橙色。
- 酸基本上對酚酞不會起顏色變化，維持無色，但當pH值小於0時，酚酞的顏色會轉變成橙紅色；在pH為0至8.2時為無色透明；在pH為8.2至12時為粉紅色；在pH為12以上為無色。

- 所有酸的水溶液都能夠導電，這是由於氫離子及酸根離子的存在，它們可以在電極之間作電荷交換，從而導電。因此酸也是一種電解質。
- 和活泼金屬單質反應：

稀酸能與活泼金屬單質（如钙、镁、铁、锌等）產生反應，生成鹽和氫氣。
稀酸 +金屬→氫氣 +鹽
H2SO4 + Ca → H2↑ + CaSO4
H2SO4 + Mg → H2↑ + MgSO4
H2SO4 + Fe → H2↑ + FeSO4
H2SO4 + Zn → H2↑ + ZnSO4
2HCl + Ca → H2↑ + CaCl2
2HCl + Mg → H2↑ + MgCl2
2HCl + Fe → H2↑ + FeCl2
2HCl + Zn → H2↑ + ZnCl2

- 稀酸不會和銅、汞、銀、鉑、金等金屬反應。稀硝酸和金屬的反應比較特別，它會和金屬產生氧化還原反應，生成一氧化氮NO（無色氣體）而不會產生氫氣(極稀的硝酸會和金屬緩慢反應產生少量的氫氣这点至今仍未被证实)。因此在工業中很少用硝酸直接與金屬接觸製備硝酸鹽，多利用置換反應製造。
- 要注意的是金屬單質鉛Pb和稀酸（特別是硫酸H2SO4和鹽酸HCl）的反應中，基於鉛的活性较低，起初反應速度十分緩慢，而這反應還會在很短時間內停止。因為氯化鉛PbCl2和硫酸鉛PbSO4也是不水溶性的固體，它會覆蓋在金屬鉛表面形成保護膜阻止了金屬鉛與酸反應，而令該反應逐漸停止。
- 鉀K和鈉Na由於太過活躍，會和水產生危險的爆炸性反應，因此工業上不會利用此方法製備鉀鹽和鈉鹽。
- 鋁雖然也是十分活躍，但它一暴露在空氣中就會與空氣中的氧氣生成緻密氧化物保護膜，也會阻止了之後酸和金屬鋁的接觸反應，所以金屬鋁不在此列。鋁能夠與稀的強酸（如稀鹽酸，稀硫酸等）進行反應，生成氫氣和相應的鋁鹽。在常溫下，鋁在濃硝酸和濃硫酸中被鈍化，不與它們反應，所以濃硝酸是用鋁罐（可維持約180小時）運輸的。

- 和氫氧化物（碱）发生中和反应放出鹽和水

酸 +碱→盐 +水。主要是因为酸中的氢离子（H+）和碱中的氢氧根离子OH−结合成水（H2O），是複分解反應。
HCl + NaOH → H2O + NaCl
H+ + OH− → H2O
- 和金属氧化物发生反应，生成鹽和水

酸 ＋ 金属氧化物→水 ＋ 盐
2H+ + O2− → H2O
2HCl + CuO → CuCl2 + H2O
H2SO4 + CuO → CuSO4 + H2O
- 和鹽反應（产生複分解反應）

酸 +鹽→新鹽 +新酸（强酸→ 弱酸）
2HCl + Na2CO3 → 2NaCl + H2O + CO2↑
H2SO4 + Ba(ClO3)2 → BaSO4 + 2HClO3
- 和碳酸鹽反應生成鹽、二氧化碳和水

碳酸盐 +稀酸→盐 +二氧化碳 +水
Na2CO3 + 2HCl → 2NaCl + CO2 ↑+ H2O
Na2CO3 + H2SO4 → Na2SO4 + CO2↑ + H2O
CaCO3 + 2HCl → CaCl2 + CO2↑ + H2O
CaCO3 + H2SO4 → CaSO4 + CO2↑ + H2O
- 和碳酸氫鹽反應生成鹽、二氧化碳和水

碳酸氢盐 +稀酸→盐 +二氧化碳 +水
NaHCO3 + HCl → NaCl + CO2↑ + H2O
2NaHCO3 + H2SO4 → Na2SO4 + 2CO2↑+ 2H2O
Ca(HCO3)2 + 2HCl → CaCl2 + 2CO2↑ + 2H2O
Ca(HCO3)2 + H2SO4 → CaSO4 + 2CO2↑ + 2H2O

## 酸的分类

### 按酸分子是否含氧分类
- 含氧酸

- 无氧酸

### 依电离氢离子数目分类
鹽基度是一種酸的每個分子最多能電離出的氫離子的數目。
- 鹽基度 = 1：一元酸——如氫氯酸、硝酸、亞硝酸、乙酸

HCl → H+ + Cl −
HNO3 → H+ + NO3−
HNO2 → H+ + NO2−
- 鹽基度 = 2：二元酸——如硫酸、碳酸

H2SO4 → 2H+ + SO42−
H2CO3 → 2H+ + CO32−
- 鹽基度 = 3：三元酸——如磷酸、檸檬酸

H3PO4 → 3H+ + PO43−
H8C6O7 → 3H+ + H5C6O73−
除一元酸以外的酸都稱為二元酸或多元酸。

## 酸性與氫離子的關係
所有酸在水溶液中，在特定条件下，可以产生可供化学反应的（水合）氢离子H3O+，从而表达出酸性。这包括两类情形：
- 常见的易溶酸如H3PO4，在溶液中电离产生H3O+：

H3PO4 + H2O → H3O+ + H2PO4−
难溶酸如H4SiO4，其溶于水的分子亦可电离产生H3O+：
H4SiO4 + H2O → H3O+ + H3SiO4−
电离产生的H3O+可与碱发生化学反应。当酸充分强时，电离产生的H3O+浓度大，可与活泼金属反应产生氢气，或与特定的盐发生复分解反应。
- 某些酸如H3BO3，Al(OH)3，溶于水的分子本身不能电离产生H+。它们作为路易斯酸体现酸性，即，与水电离产生的OH-结合，释放水电离产生的H3O+参与反应，从而表达出酸性：

H3BO3 + 2H2O → H3O+ + B(OH)4−
Al(OH)3 + 2H2O → H3O+ + Al(OH)4−
纯水电离产生的H3O+与OH-浓度相同。酸性物质溶于水的分子将以上述两类方式之一造成H3O+浓度上升，超过OH-浓度。酸溶液的H3O+离子浓度愈高，其酸度就愈高。

## 濃酸的危險性
- 濃酸常有強烈腐蝕性，有些还伴有其他特性，如具有强氧化性和脱水能力的濃硫酸，能對人體造成嚴重的化學燒傷。
- 濃酸的特性：

- 濃氫氯酸含35%氯化氫分子，濃度約為11M，是無色液體，具高度揮發性和腐蝕性。

- 濃硝酸含70%HNO3分子，濃度約為16M，是無色液體（但很多時候因有分解反應令濃硝酸溶有紅棕色的二氧化氮），具高度揮發性，易分解出有毒的二氧化氮氣體，硝酸有極強氧化性，因此造成極強腐蝕性。自我分解反應如下：4 HNO3 → 2 H2O + 4 NO2 + O2

- 濃硫酸含98%硫酸分子，濃度約為18M，是無色油狀液體，不具揮發性，但具極強的腐蝕性、氧化性和脫水性。

### 濃酸处理注意事项
- 濃酸應安放在通風櫃中。
- 人手處理濃酸時要戴防護手套和安全眼鏡。
- 稀釋濃酸時，是要慢慢地把濃酸加入攪動中大量水中而不能相反，否則可引致沸騰（突沸），水連同強酸濺出可引致極大的危險。
- 若被強酸濺到人體，应立即用大量流动的清水沖洗傷口至少10至15分钟，再用小苏打（NaHCO3）溶液冲洗，严重则要立即送醫治理。

## 強酸

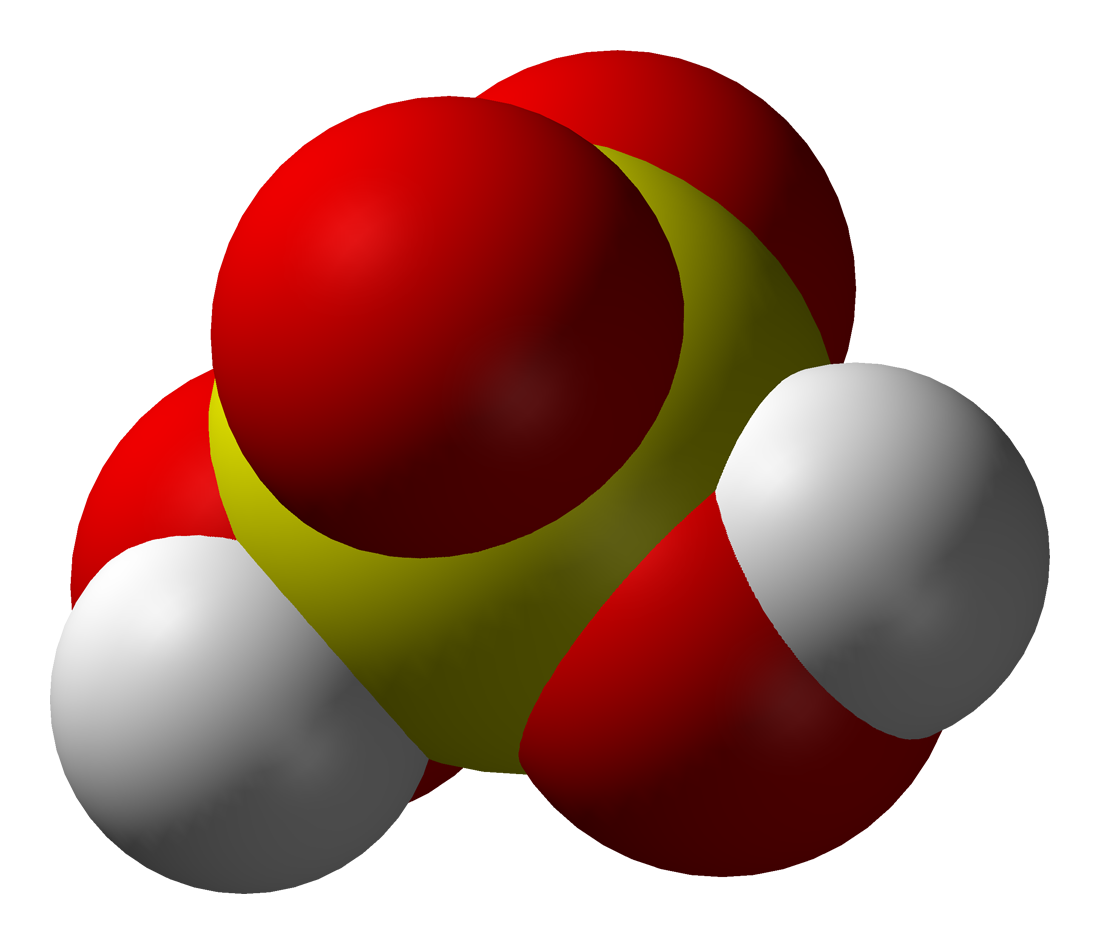
常見的強酸──硫酸的立體模型

強酸是指在水溶液中完全電離的酸（硫酸這類多元酸不在此限），或以酸度系數的概念理解，則指pKa值< −1.74的酸。這個值可以理解為在標準狀況下，氫離子的濃度等同於加入強酸後的溶液濃度。
大部分強酸均是腐蝕性的，但當中亦有例外。例如超強酸當中的碳硼烷酸（H(CHB11Cl11)），其酸性比硫酸高百萬倍，但卻完全不帶有腐蝕性；相反，弱酸當中的氫氟酸（HF）卻帶有高度腐蝕性。它能夠溶解極大部分的金屬氧化物，諸如玻璃及除了銥以外的所有金屬。
強酸在水溶液中完全離解的化學方程式如下所示：
HA(aq) + H2O(l) → H3O+(aq) + A−(aq)
一般酸不會在水中完全離解，因此多以化學平衡而不是完全反應的形式表示，弱酸就是指不完全離解的酸。用酸度系數作為區別強酸與弱酸的作用並不明顯（因為數值差距較難理解及不明顯），因此用方程式去區別兩者更為合理。
由於強酸在水溶液中完全離解，因此氫離子在水中的濃度等同於將該酸帶到其他的溶液當中：
[HA] = [H+] = [A−]；pH = −log[H+]

## 酸性強度的判別
除了透過計算pH值來衡量不同酸的強度外，透過觀察以下的性質也可以判別出不同類別的酸的強度：
1. 電負性：在同一元素周期下其共軛鹼的負電性愈高，它的酸度就愈高。
2. 原子半徑：原子半徑增加，其酸度也會增加。以氫氯酸及氫碘酸為例，兩者均是強酸，在水中均會電離出100%的相應離子。但是氫碘酸的酸度比氫氯酸要強，這是因為碘的原子半徑遠大於氯的原子半徑。帶有負電荷的碘陰離子擁有較離散的電子雲，因此與質子（H+）的吸力較弱，因此，氫碘酸電離（去質子化）的速度更快（二者酸性的差別可在酸性更強的溶劑，如乙酸中測出，因為在乙酸中二者均只能部分電離而可體現出差別）。
3. 電荷：電離後的物質愈帶有正電荷，就愈高酸度。因此中性離子較陰離子容易放出質子，陽離子也比起其他分子均具有更高酸度。

### 酸度
酸度，一种新的酸碱度定义，可以取代过去一直沿用的pH表示酸碱度。此一定义首先由荷兰化学家亨克·凡·魯貝克（Henk van Lubeck）在美国《化学教育杂志》上提出。
定义
{\displaystyle AG=\log {[{\mbox{H}}^{+}] \over [{\mbox{OH}}^{-}]}\,\!=pOH-pH}
式中{\displaystyle [{\mbox{H}}^{+}]\,\!}和{\displaystyle [{\mbox{OH}}^{-}]\,\!}分别代表氢离子和氢氧根离子的物质的量浓度。
优势
与pH相比，它有如下3个明显的优势：
- 酸度的数值越大说明溶液酸性越强，符合物理定义的语言习惯。
- 取对数的是无量纲的比值，对数函数返回值同样无量纲，这符合对数函数的特点。
- 不管在任何温度下，中性的溶液AG永远是0。与此不同的是，习惯上认定25摄氏度的中性溶液pH=7，其他温度下中性溶液的pH都不是7。

此外，AG的值域是{\displaystyle \mathbb {R} }，而传统上pH的值域是0—14。

### 常見強酸
（從強到弱）
- 高氯酸HClO4
- 氫碘酸HI
- 氫溴酸HBr
- 鹽酸HCl
- 硫酸H2SO4（Ka1/只限於第一酸度係數）
- 硝酸HNO3
- 水合氫離子H3O+或H+。為方便起見，通常會以H+取代H3O+。但要注意的是，單獨而孤立的質子在帶有極性的水中不可能存在，而是常與水分子的其中一對孤偶電子對結合。這使在水合氫離子中的氧的形式電荷為+1。
- 一些化學家將氯酸（HClO3），溴酸（HBrO3），高溴酸（HBrO4），碘酸（HIO3），和高碘酸（HIO4）也列為強酸，但是沒有被公認。

### 超強酸
超強酸通常指酸性比纯硫酸更強的酸。簡單的超強酸包括三氟甲磺酸（CF3SO3H）和氟磺酸（FSO3H），它們的酸性都是硫酸的上千倍。在更多的情況下，超強酸不是單一純淨物而是幾種化合物的混合物。
超強酸這一術語由詹姆斯·布萊恩特·科南特（James Bryant Conant）於1927年提出。喬治·安德魯·歐拉因其在碳正離子和超強酸方面的研究獲得1994年諾貝爾化學獎。
常见的超强酸（從最強到最弱）：
- 氟銻酸 HFSbF5 (1990) (pKa值= -28)
- 魔酸 FSO3HSbF5 (1974) (pKa值= -25)
- 碳硼烷酸 H(CHB11Cl11) (1969) (pKa值= -18.0)
- 氟磺酸 FSO3H (1944) (pKa值= -15.6)
- 三氟甲磺酸 CF3SO3H (1940) (pKa值= -14.6)
- 固體超強酸 SbF5-SiO2-Al2O3，SbF5-TiO2-SiO2 (pKa值= -13.75 ~ -14.52)
- 高氯酸 (pKa值= -13)
- 純硫酸 (pKa值= -11.93)

註：pKa值，哈米特酸度函數

## 酸的制备
1. 酸和盐的复分解反应，生成新酸和新盐
2. 酸性氧化物和水的化合反应
3. 非金属单质和氢的化合反应

## 食物中的酸
所有存在于天然食物中的有机酸都是弱酸。
- 抗坏血酸（维生素C） - 可在水果中找到
- 乙酸（醋酸） - 可在醋中找到
- 單宁酸 - 可在茶中找到
- 酒石酸 - 可在葡萄中找到
- 檸檬酸 - 可在橙和檸檬等水果中找到
- 苯甲酸 - 可在蠔油找到

## 參看
- 碱、鹽基
- PH指示劑
- ph試紙
- pH值